# Castets (cépage)
Pour les articles homonymes, voir Castets.
Le Castets N, est un cépage de cuve noir français.

## Origine et répartition

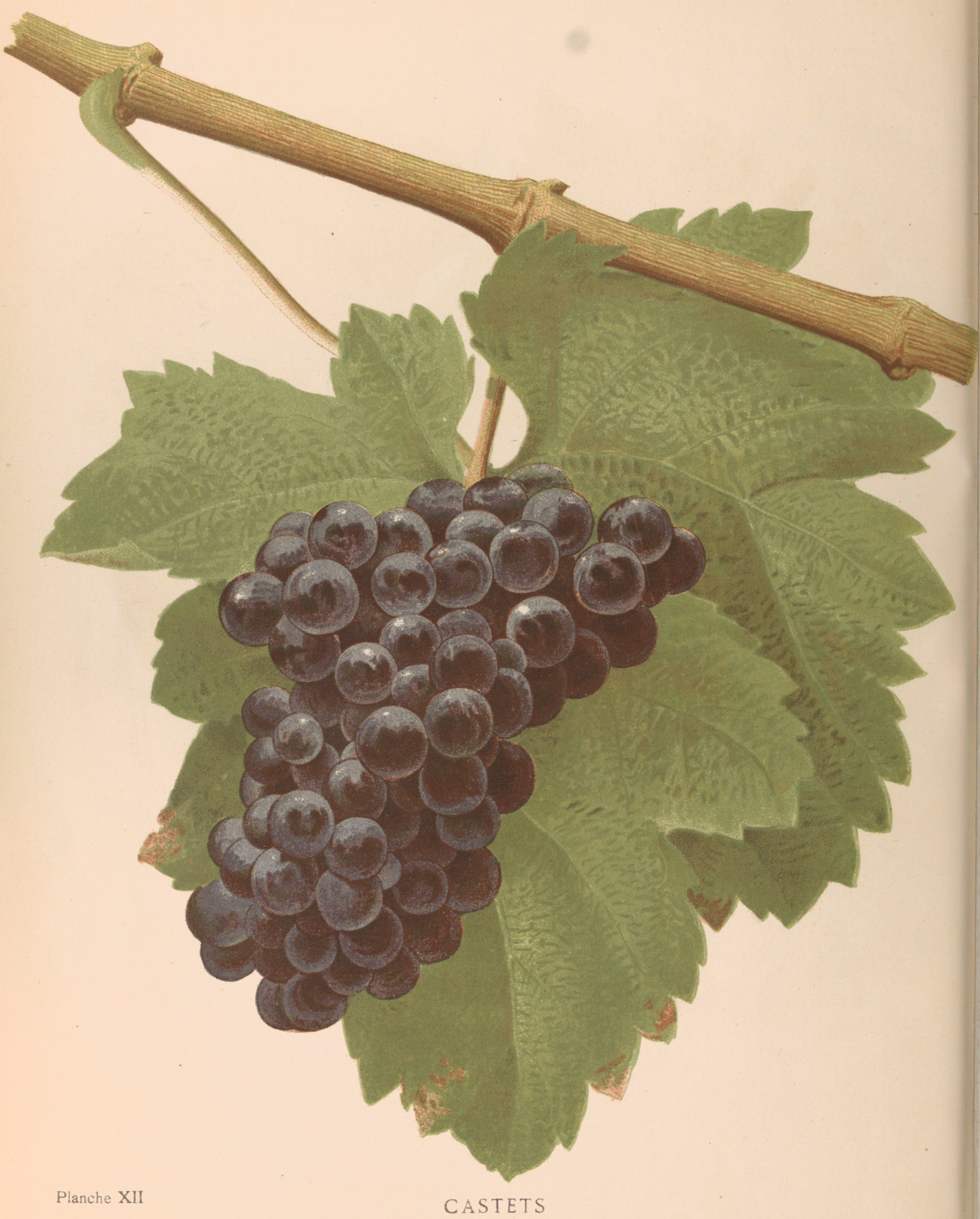
Grappe de Castets.

Il appartient à la famille des Carmenets. Découvert ou introduit en Gironde, du côté de Saint-Macaire vers 1870 par Nicouleau, il est diffusé par un certain Castets. Il va être planté en parcelle dans le vignoble de Bordeaux et en mélange avec le fer servadou (confusion entre les deux cépages) dans les autres vignobles du sud-ouest.
Il n'a été diffusé que dans la partie nord de la Garonne, en Dordogne, Lot-et-Garonne, Lot, Tarn-et-Garonne, Tarn et Aveyron. Il est aujourd'hui en voie de disparition. Entre 1958 et 1994, il est passé de 57 à 1 ha. Il n'est plus classé recommandé que dans l'Aveyron.

## Étymologie
Il porte le nom de M. Castets qui l'a multiplié et diffusé.

## Caractères ampélographiques
- Bourgeonnement cotonneux à pointe rosée.
- Jeunes feuilles bronzées.
- Feuilles adultes orbiculaires avec sinus pétiolaire en U ou en lyre et à bords peu recouvrants, dents convexes, limbe bullé.

## Aptitudes
- Culturales: Vigoureux mais peu fertile, il nécessite une taille longue. Son port est dressé.
- Sensibilité: Il craint peu la pourriture grise et le mildiou, beaucoup plus l'oïdium.
- Technologiques: Il donne des vins très colorés, assez alcoolisés mais peu acides.

## Synonymes
Le castets est également connu sous les noms suivants : 
- Castet
- Engrunat (Gers)[N 2]
- Gros Machouquet
- Gros Verdau
- Machoupet
- Machouquet (Gironde)[N 3]
- Matioupet
- Matiouquet
- Maturana tinta de Navarrete
- Nicouleau